# Ramon Ortiga Griso
Ramon Ortiga Griso   (Flix, 14 de febrer de 1921 - Barcelona, 27 de juny de 1971) fou un popular escriptor de guions de còmics, especialitzat en la II Guerra Mundial en sèries de còmics com Hazañas Bélicas i Relatos de Guerra. Amb els noms Ramon Ortiga, R. Ortiga també signà guions adreçats a les noies en sèries com As de corazones, Sissí, Capricho, Gina o Celia.